# Craspedosoma brunatense
Craspedosoma brunatense är en mångfotingart som beskrevs av Karl Wilhelm Verhoeff 1910. Craspedosoma brunatense ingår i släktet Craspedosoma och familjen knöldubbelfotingar. Inga underarter finns listade i Catalogue of Life.